# Coki Ramírez
Patricia Silvina Ramírez Ter Hart (Córdoba, 6 de febrero de 1980), más conocida como Coki Ramírez es una cantante argentina. Se hizo popularmente conocida en el reality argentino Showmatch.

## Biografía
Nació con el nombre de Patricia Silvana Ramírez Ter Hart en la ciudad de Córdoba (Argentina), donde pasó su infancia y adolescencia. Su padre se llama Juan Ramírez y su madre Ana Ter Hart (de origen alemán). Tiene dos hermanas mellizas que se llaman Gabriela y María Fernanda. Al terminar el secundario empezó a estudiar la carrera universitaria de protesista dental, mientras cantaba canciones en inglés en los bares de Córdoba, donde conoció al cantautor chileno Alberto Plaza, quien luego de escucharla la incorporó a su coro. Luego de trabajar diez años como corista, decidió emprender su carrera en solitario. Después de recibirse de protesista dental, empezó a trabajar como modelo y fue ganadora en un concurso en la ciudad de Bell Ville.

### Como cantante
Acompañó en el escenario a varios artistas internacionales, como Ricardo Montaner, Valeria Lynch, Alberto Plaza, Fito Páez y Noel Schajris.
En 2007 grabó su primer álbum como solista, Presente, en el que participó Noel Schajris.
En 2010 fue a Colombia y cantó junto a Alberto Plaza ante más de diez mil personas.
En agosto de 2010 fue invitada por el boxeador Fabio Moli al programa Showmatch. Al darse a conocer, afirmó: «Soy cantante, me dedico a eso y soy también protesista dental». Entonó Abrázame, de Julio Iglesias.
Ese mismo año (2010) participó en el programa Bailando por un sueño (de Argentina), remplazando a Sabrina Rojas ―donde ganó el teléfono― y a Lola Ponce ―donde perdió el teléfono contra Virginia Gallardo―.
En 2011 participó en Bailando 2011. En este certamen su pareja de baile fue el bailarín profesional Juan Leandro Nimo y su entrenadora la señora Cristina Girona. Quedó eliminada del Bailando 2011 en la semifinal.
Participó en el tercer capítulo de Concubinos en el personaje de Coka, una vecina de Pedro Peter Alfonso en la localidad de José Mármol.[cita requerida]
Actuó en algunos episodios de la telenovela Dulce amor interpretando a Cati, una exnovia del Terco, el personaje de Hernán Estevanez.
En 2012 grabó su segundo disco, Se puede. Brindó un recital íntimo en Buenos Aires, y realizó dos videoclips promocionales del disco: «Tú ya no estás» y «Se me enamora el alma».
Debutó en el teatro con la obra Los Grimaldi, protagonizada y producida por Nazarena Vélez, en el verano 2012-2013. También participó en la versión televisiva de la obra, en Canal 9.
En 2014 participó en el programa Tu cara me suena, en el que debía imitar a cantantes nacionales e internacionales. Tuvo que abandonar el programa para operarse un quiste en las cuerdas vocales. Luego de algunos meses volvió al programa. Obtuvo el séptimo puesto en el programa, no pudiendo participar en la final.
En 2015 en la pantalla del canal Quiero estrenó su propio reality show: Coki Ramírez, un sueño cordobés. Además actuó en la obra de teatro Leonas, en Mar del Plata, protagonizada por Carmen Barbieri y Nazarena Vélez.

### Como modelo
En 2008 diseñó su propia marca de ropa deportiva, llamada 351.
En 2011 participó como modelo en algunos desfiles de Claudio Cosano, su diseñador de ropa, tales como «Cuidá tu corazón», apertura de BAAM 2011.
Más tarde fue la cara de la marca de zapatos Green and Black para la campaña del verano de 2013. En agosto del 2012 participó en el desfile «Santiago Moda Look», el cual cerró con un show musical.

## Discografía
- 2007: Presente.
- 2012: Se puede.

## Filmografía

### Televisión
| Año           | Título                                  | Rol                                             | Notas                                                             |
| ------------- | --------------------------------------- | ----------------------------------------------- | ----------------------------------------------------------------- |
| 2010          | Showmatch: Bailando 2010                | Participante de reemplazo                       | Reemplazo temporal de Sabrina Rojas y Lola Ponce                  |
| 2011          | Showmatch: Bailando 2011                | Participante                                    | Semifinalista                                                     |
| 2011          | Sábado show: Cantando por un sueño 2011 | Acompaña a Patricio Giménez                     | Invitada especial                                                 |
| 2012          | Dulce amor                              | Cati                                            | Participación especial                                            |
| 2013          | Los Grimaldi: una familia de locos      | Patricia Linares                                | Reparto principal                                                 |
| 2014          | Tu cara me suena 2                      | Participante                                    | 7.ª clasificada                                                   |
| 2015          | Tu cara me suena 3                      | Participante especial Participante de reemplazo | Segmento: Tu Cara Me Suena: El DesafíoReemplazo de Laura Esquivel |
| 2016          | Laten argentinos                        | Jurado                                          | Invitada especial                                                 |
| 2020-2021     | La feria de la cocina                   | Conductora                                      |                                                                   |
| 2023-2024     | Showmatch: Bailando 2023                | Participante                                    | 19.ª eliminada                                                    |
| 2024-presente | Bienvenidos a Ganar                     | Jurado                                          |                                                                   |
| 2025-presente | Se siente Arg                           | Conductora                                      |                                                                   |

## Videoclips
| 2010 | Alberto Plaza | «Aventurera»     |
| 2012 | Ella misma    | «Tú ya no estás» |

| 2012-2013 | Los Grimaldi | Patricia Linares |
| 2014-2015 | Leonas       |                  |

## Premios y nominaciones
| Año  | Premio         | Categoría                       | Por                        | Resultado |
| ---- | -------------- | ------------------------------- | -------------------------- | --------- |
| 2013 | Premios Carlos | mejor cantante                  | Los Grimaldi               | Nominada  |
| 2013 | Premios Carlos | mejor actriz de reparto         | Los Grimaldi               | Nominada  |
| 2013 | Premios Quiero | mejor video de artista femenina | Tú ya no estás             | Ganadora  |
| 2013 | Premios VOS    | La Chica del Verano             | Los Grimaldi               | Ganadora  |
| 2016 | Premios VOS    | Mejor Cantante                  | El club de los estafadores | Nominada  |